# La Neuville-lès-Dorengt
La Neuville-lès-Dorengt är en kommun i departementet Aisne i regionen Hauts-de-France i norra Frankrike. Kommunen ligger  i kantonen Nouvion-en-Thiérache som ligger i arrondissementet Vervins. År 2022 hade La Neuville-lès-Dorengt 391 invånare.

## Befolkningsutveckling
Antalet invånare i kommunen La Neuville-lès-Dorengt
Referens: INSEE